# Angelina Jensen
Aneglina Ange Jensen (ur. 23 maja 1973 w Tårnby), duńska curlerka, zawodniczka Tårnby Curling Club, skip grająca na pozycji trzeciej. Starsza siostra Camilli Jensen.
Angelina w curling gra od 1984. Już cztery lata później zdobyła brązowy medal na mistrzostwach Danii juniorów, następnie do 1994 zespół June Simonsen i później Dorthe Holm, której Jesnen była zawodniczką, nie schodził z podium. W latach 1989, 1990, 1992, 1993 i 1994 jej drużyna zdobywała na tych zawodach złote medale, co zapewniało występ na mistrzostwach świata. Do 1993 Dania nie zajmowała wysokich lokat, w tym roku zajęła 3. miejsce i rok później powtórzyła sukces, lecz wtedy to Jensen była kapitanem reprezentacji. 
Pierwszy medal na mistrzostwach kraju kobiet Jensen zdobyła w 1990, był to brązowy medal, następnie do 1995 zajmowała medalowe miejsca (w 1994 złoto). Kolejny medal (brąz) wywalczyła w 2000, w 2001 i 2002 brąz, 2004 srebro, 2005, 2007 i 2009 złoto. 
Jensen wystąpiła na mistrzostwach Europy trzykrotnie. W Mistrzostwach Europy 1993 jako trzecia u Helny Blach zajęła 8. miejsce wygrywając rozgrywki grupy B. Na zawody rangi europejskiej powróciła dopiero w 2006 jako skip drużyny grający na pozycji otwierającej. Ostatecznie z bilansem 4-5 zajęła 7. miejsce. W 2009 po Round Robin Dania zajmowała 3. miejsce, następnie wygrała playoff z Niemkami (Andrea Schöpp) 8:7 i następnie w półfinale przegrała ze Szwedkami (Anette Norberg) 8:7 co dało jej brązowy medal. W kolejnych zawodach ponownie reprezentacja Danii pod jej przewodnictwem zdobyła brązowy medal, tym razem Dunki przegrały w półfinale z Niemkami 5:6.
Debiut na mistrzostwach świata Jensen odniosła w 1994 jako trzecia w zespole Heleny Blach Lavrsen. Reprezentacja Danii zajęła tam przedostatnie, 9. miejsce. Powrót Jensen do zawodów tej rangi nastąpił w 2006, podczas tej imprezy Angelina nie zagrała we wszystkich meczach, poroniła i musiała wrócić do Danii, obowiązki kapitan przejęła Madeleine Dupont. Dania ostatecznie zajęła szóstą pozycję. Na kolejnych mistrzostwach drużyna Jensen po Round Robin zajmowała 2. miejsce. W górnym meczu playoff przegrała z Kanadą 3:11 jednak wygrała półfinał ze Szkotkami (Kelly Wood) 9:6 i w finale ponownie uległa Kanadyjkom (Kelly Scott) 4:8. Rok później Dunki miały szansę dostania się do fazy playoff jednak przegrały tie-breaker z Japonkami (Moe Meguro) 3:7 i zostały sklasyfikowane na 5. miejscu. Podczas fazy grupowej Mistrzostw Świata 2009 Dania przegrała jedynie z późniejszymi złotymi medalistkami Chinkami (Wang Bingyu) 5:8 i sensacyjnie z Koreankami 4:7. W górnym meczu playoff zespół Jensen uległ ponownie Chinkom 3:6 i w półfinale Szwedkom 6:7. Jednak Dunki zdobyły brązowe medale po wygranej w małym finale na Kanadyjkami (Jennifer Jones) 7:6.
Jensen przewodziła reprezentacji Danii na Zimowych Igrzyskach Olimpijskich 2010, zespół z bilansem 4 zwycięstw i 5 porażek uplasował się na 5. miejscu. Miesiąc później zespół Jensen uczestniczył w MŚ, gdzie z bilansem 6-5 zajął 6. miejsce.

## Drużyna
| MŚJ 1993 - Dorthe Holm (S) - Margit Pörtner (2) - Helene Jensen (1) - Kamilla Schack (R)                          | MŚJ 1994 - Dorthe Holm (3) - Kamilla Schack (2) - Helene Jensen (1) - Charlotte Hedegaard (R) | MŚ 2006-2009, ME 2008 - Madeleine Dupont (4) - Denise Dupont (3) - Camilla Jensen (1) - Ane Hansen (R 2007-2009) - Charlotte Hedegaard (R 2006) |
| 2010/2011 - Camilla Jensen (4) - Ane Hansen (2) - Jannie Gundry (2) - Ivana Bratic (1) - Mona Sylvest Nielsen (R) |                                                                                               | |